# Xạ điêu tam bộ khúc

Anh hùng xạ điêu

Xạ điêu tam bộ khúc (射鵰三部曲) là bộ ba tiểu thuyết võ hiệp của Kim Dung. Câu chuyện bắt đầu từ sự sụp đổ của nhà Kim, nhà Tống và sự nổi lên của Đế chế Mông Cổ. Câu chuyện kết thúc một trăm năm sau đó với sự thiết lập nhà Minh. Những nhân vật trong truyện đóng vai trò quan trọng trong sự suy tàn và hưng vong của những triều đại đó. Hầu như 3 tác phẩm đều có mối liên hệ về nhân vật qua nhiều đời, nhất là các nhân vật chính. Xạ điêu tam bộ khúc đã được chuyển thể thành phim màn ảnh rộng, phim truyền hình, truyện tranh và game.
Ba tác phẩm này bao gồm:
- Anh hùng xạ điêu (射鵰英雄傳) - Cốt truyện diễn ra vào thời vua Tống Ninh Tông của nhà Nam Tống.
- Thần điêu hiệp lữ (神鵰俠侶) - Cốt truyện diễn ra vào thời vua Tống Lý Tông của nhà Nam Tống.
- Ỷ Thiên Đồ Long ký (倚天屠龍記) - Cốt truyện diễn ra vời thời vua Nguyên Huệ Tông của nhà Nguyên.

## Anh hùng xạ điêu
Tiểu thuyết có 2 nhân vật chính là Quách Tĩnh, Hoàng Dung.
Câu chuyện kể về sự hình thành của đế quốc Mông Cổ, sự sụp đổ của nhà Kim, sự suy yếu trầm trọng của nhà Tống thông qua quá trình trưởng thành của nhân vật chính Quách Tĩnh cùng với Hoàng Dung. Truyện kết thúc khi Thành Cát Tư Hãn qua đời.

## Thần điêu hiệp lữ
Tiểu thuyết có 2 nhân vật chính là Dương Quá, Tiểu Long Nữ.
Truyện diễn ra sau phần đầu khoảng 10 năm. Chủ đề chính của bộ truyện là mối tình trắc trở giữa Dương Quá và Tiểu Long Nữ diễn ra trong bối cảnh lịch sử, Mông Cổ đã cực kỳ lớn mạnh, bắt đầu tấn công xâm lược nhà Tống. Truyện kết thúc bằng chiến thắng của quân đội nhà Tống tại thành Tương Dương. Hầu như các nhân vật của phần 1 có mối liên hệ mật thiết về mối quan hệ họ hàng với phần này và tiếp tục diễn biến phức tạp hơn. Cả hai phần có mối quan hệ chặt chẽ với nhau. Nếu như không hiểu và không xem, độc giả khó có thể hình dung được tuyến nhân vật ở phần 2.

## Ỷ thiên Đồ long ký

Ỷ thiên Đồ long ký

Tiểu thuyết có các nhân vật chính là Trương Vô Kỵ, Triệu Mẫn quận chúa, Chu Chỉ Nhược
Nếu hai phần đầu tiên có liên quan chặt chẽ đến nhau thì phần thứ ba này không liên quan lắm. Truyện diễn ra sau sự kiện trong Thần Điêu hiệp lữ khoảng 80 năm. Lúc này Mông Cổ đã diệt Tống, nhà Nguyên được thành lập, thống trị Trung Quốc. Những cuộc khởi nghĩa nổi lên liên miên. Thông qua quá trình tu luyện, trưởng thành của nhân vật chính Trương Vô Kỵ cùng câu chuyện tình của chàng với bốn cô gái Triệu Mẫn, Chu Chỉ Nhược, Tiểu Chiêu và Ân Ly, bối cảnh giang hồ và lịch sử được hoà quyện, miêu tả một cách khá rõ nét. Truyện kết thúc khi nhà Minh được thành lập.

Phần này gần như biệt lập về nhân vật, chỉ có sự xuất hiện một cách rất mờ nhạt của tuyến nhân vật và bối cảnh của cả hai phần đầu.
| Kim Dung            | Kim Dung |
| ------------------- | -------- |
| Tiểu thuyết         |          |
| 飛 Phi              | 笑 Tiếu  |
| 雪 Tuyết            | 書 Thư   |
| 連 Liên             | 神 Thần  |
| 天 Thiên            | 俠 Hiệp  |
| 射 Xạ               | 倚 Ỷ     |
| 白 Bạch             | 碧 Bích  |
| 鹿 Lộc              | 鴛 Uyên  |
| Truyện ngắn         |          |
| 越女劍 Việt nữ kiếm |          |